# Měnitelná geometrie křídla

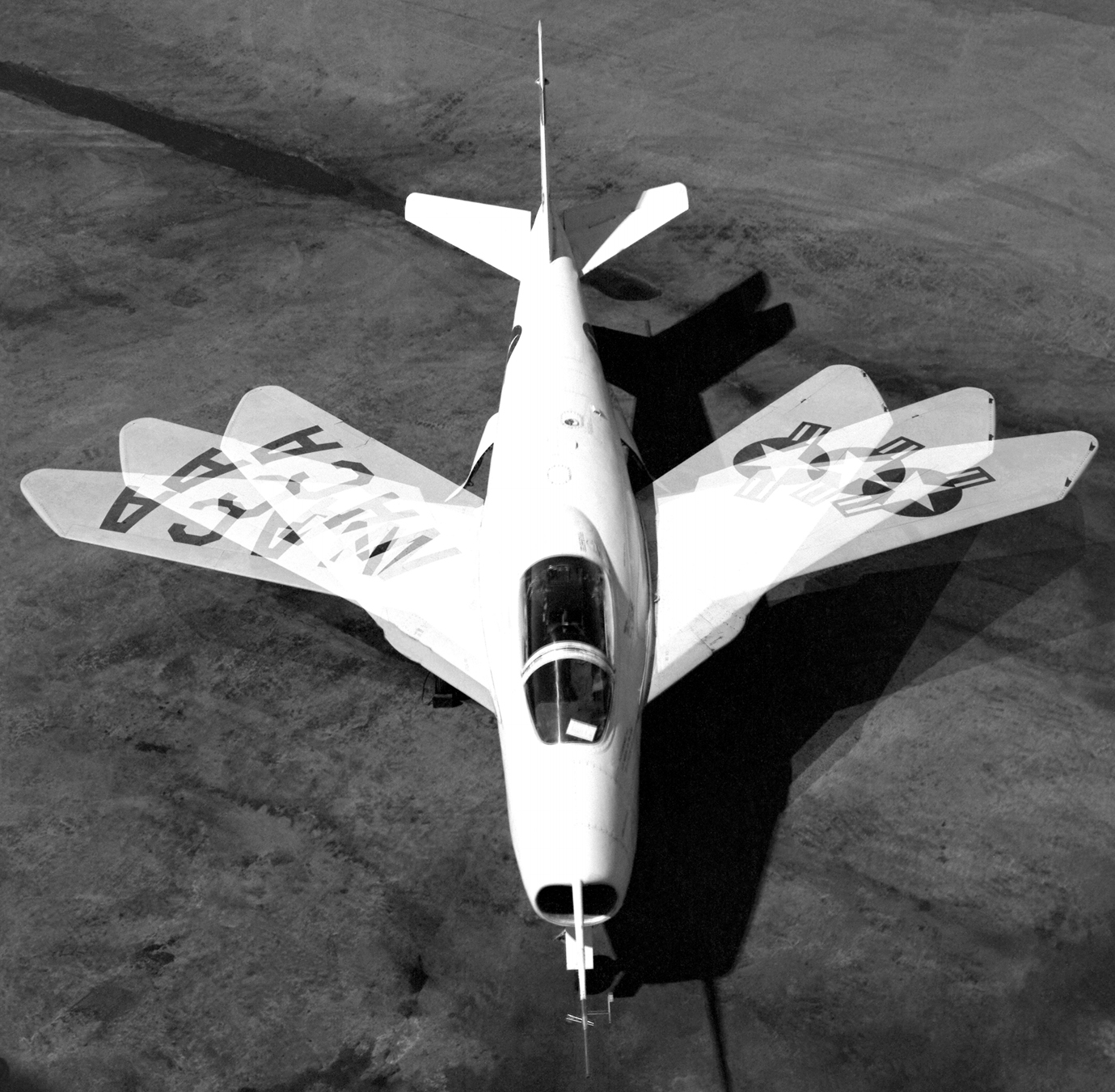
Fotografie ukazující změnu šípovosti křídel u Bell X-5’.

Měnitelná geometrie křídla je označení technického řešení, které umožňuje letounu měnit úhel náběžné hrany křídla během letu. Letadla s malou šípovitostí křídla mají nízkou vzletovou a přistávací rychlost, nejsou však schopna dosahovat vysokých nadzvukových rychlostí. Naopak stroje s vysokým šípem úhlu velmi snadno dosahují vysokých rychlostí okolo 2 Mach a více, ale mají velmi vysokou vzletovou a přistávací rychlost a vyžadují mnohem delší dráhy. Tyto protichůdné požadavky, vyžadované zejména vojenskými letectvy tak může splnit měnitelná geometrie křídla. Letoun může pro nízké rychlosti (vzlet a přistání) využít malý úhel šípovitosti křídla a pro let vysokými rychlostmi zvýšit úhel šípu křídla na maximum.

## Historie

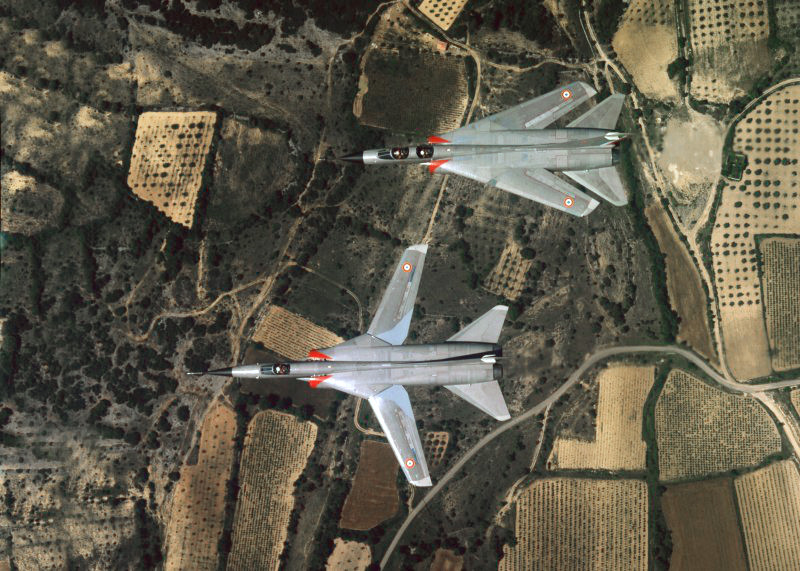
Dvojice prototypů Dassault Mirage G

Prvním letadlem s částečně měnitelnou geometrií křídel bylo experimentální samokřídlo Westland-Hill Pterodactyl IV z roku 1931.
Dalším letounem s měnitelnou geometrií křídel byl stíhací letoun Messerschmitt P. 1101, který byl vyvíjen Německem během konce druhé světové války. P. 1101 měl měnitelnou geometrii křídel pouze na zemi. Továrna byla těsně před dokončením prototypu obsazena americkými vojáky, kteří pak letoun převezli do USA k dalším testům, z něhož pak vznikl letoun Bell X-5. Na rozdíl od německého letounu měl však X-5 schopnost měnit geometrii za letu. Bell X-5 se tak stal 20. června 1951 prvním letounem s měnitelnou geometrií za letu.
Prvním operačně nasazeným, sériově vyráběným letounem s měnitelnou geometrií křídel se stal 18. července 1967 útočný letoun General Dynamics F-111 USAF.
Následně další prvenství získal v roce 1970 tehdejší Sovětský svaz nasazením svého prvního bombardéru Suchoj Su-17 a obecně prvního stíhače MiG-23 s měnitelnou geometrií křídel.
Námořnictvo Spojených států získalo svůj první operačně nasazený letoun Grumman F-14 Tomcat až 22. září 1974.
V roce 1979 zařadila Panavia Tornado do operační služby letectva tří států (Spojené království, Německo a Itálie) jako výsledek společného projektu.
Posledními letouny s měnitelnou geometrií křídla, zařazenými do operační služby jsou Rockwell B-1 Lancer z roku 1986 a Tupolev Tu-160 z roku 1987.

## Přehled letounů s měnitelnou geometrií křídel
| Letoun                       | Určení                                 | Zavedení do služby | První let         | Poznámka |
| ---------------------------- | -------------------------------------- | ------------------ | ----------------- | --- |
| Westland-Hill Pterodactyl IV | Experimentální letoun                  |                    | 1931              | Experimentální letoun. |
| Messerschmitt P. 1101        | Stíhací letoun                         |                    |                   | Prototyp nebyl dokončen, letoun byl při obsazení továrny 29. dubna 1945 ve stavu 80% před dokončením. První let byl plánován na červen 1945. |
| Bell X-5                     | Experimentální letoun                  |                    | 20. června 1951   | Experimentální letoun. |
| Grumman XF10F Jaguar         | Stíhací letoun                         |                    | 19. květen 1952   | Vývoj byl zrušen v dubnu 1953. |
| General Dynamics F-111       | Víceúčelový stíhací letoun             | 18. července 1967  | 21. prosince 1964 | První sériově vyráběný letoun. |
| Suchoj Su-17                 | bombardovací a bitevní letoun          | 1970               | 2. srpna 1966     | |
| MiG-23                       | Stíhací letoun                         | 1970               | 10. června 1967   | První stíhací letoun. |
| Dassault Mirage G            | víceúčelový stíhací letoun             |                    | 18. listopad 1967 | Vývoj byl zrušen v roce 1970. |
| Tupolev Tu-22M               | strategický bombardér a námořní letoun | 1972               | 30. srpna 1969    | |
| Grumman F-14 Tomcat          | víceúčelový, stíhací, palubní letoun   | 22. září 1974      | 21. prosince 1970 | |
| Suchoj Su-24                 | útočný letoun                          | 1974               | 17. ledna 1970    | |
| MiG-27                       | útočný letoun                          | 1975               | 20. srpna 1970    | |
| Panavia Tornado              | víceúčelový stíhací letoun             | 1979               | 14. srpna 1974    | |
| Rockwell B-1 Lancer          | strategický bombardér                  | 1. října 1986      | 23. prosince 1974 | |
| Tupolev Tu-160               | dálkový strategický bombardér          | 1987               | 18. prosince 1981 | |